# Бєліков Сергій Трифонович
Сергій Трифонович Бєліков (12 грудня 1921, село Беззаботівка, тепер Олександрівського району Донецької області — 25 серпня 1995, місто Костянтинівка Донецької області) — український радянський діяч, старший апаратник Костянтинівського хімічного заводу Донецької області, Герой Соціалістичної Праці (28.05.1966). Член Ревізійної комісії КПУ в 1971—1976 роках.

## Біографія
Народився в селянській родині.
Учасник німецько-радянської війни, служив у Прикордонних військах НКВС СРСР.
Після демобілізації чверть віку пропрацював старшим апаратником баштового цеху Костянтинівського хімічного заводу Сталінської (Донецької) області.
Член ВКП(б) з 1951 року.
Потім — на пенсії в місті Костянтинівці Донецької області.

## Нагороди
- Герой Соціалістичної Праці (28.05.1966)
- орден Леніна (28.05.1966)
- орден Вітчизняної війни ІІ ст. (11.03.1985)
- медаль «За трудову відзнаку» (5.03.1953)
- медалі
- відмінник хімічної промисловості Української РСР
- відмінник хімічної промисловості СРСР
- почесний громадянин міста Костянтинівки (21.12.1967)